# Iurubanga arixi
Iurubanga arixi là một loài bọ cánh cứng trong họ Cerambycidae.